# Bledius thinopus
Bledius thinopus är en skalbaggsart som beskrevs av Herman 1976. Bledius thinopus ingår i släktet Bledius och familjen kortvingar. Inga underarter finns listade i Catalogue of Life.